# Teodota
Teodota – imię żeńskie pochodzenia greckiego, od gr. imienia Θεοδοτος (Theodotos), które oznaczało "ofiarowany Bogu" (z θεος 'theos' – "Bóg" i δοτος 'dotos' – "dany"). Jest to imię wielu świętych i męczennic.
Teodota imieniny obchodzi 17 lipca, 2 sierpnia i 29 września.
Męski odpowiednik: Teodot